# Kristallsystem

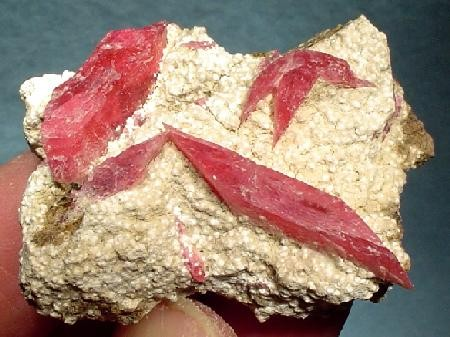
Trikliner Rhodonit

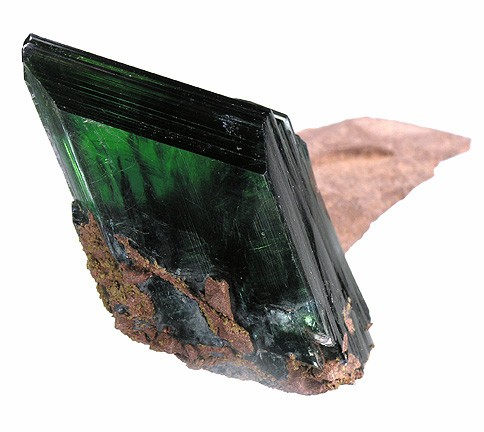
Monokliner Vivianit

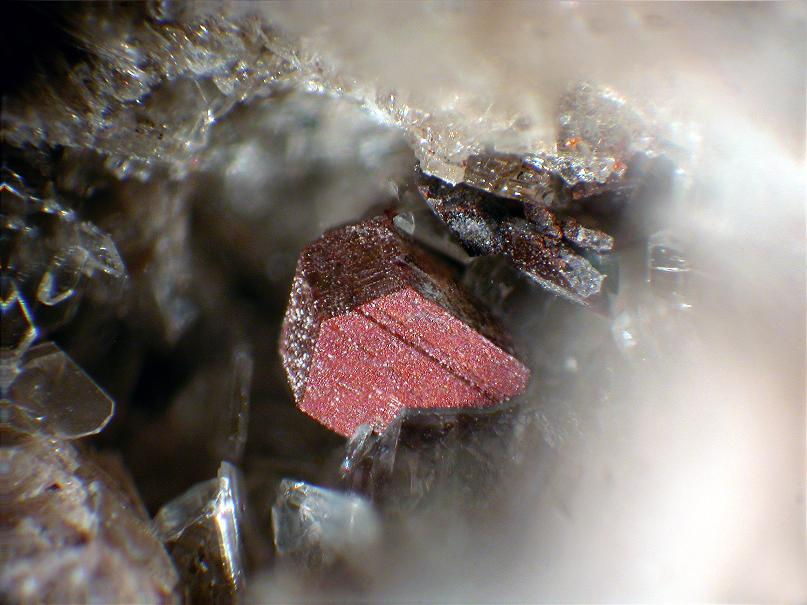
Orthorhombischer Fayalit

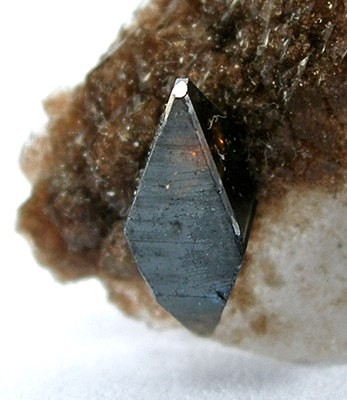
Tetragonaler Anatas

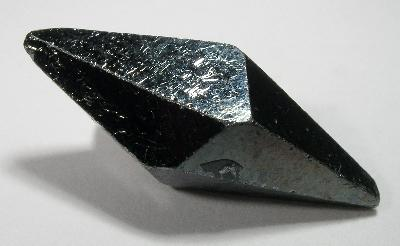
Trigonaler Hämatit

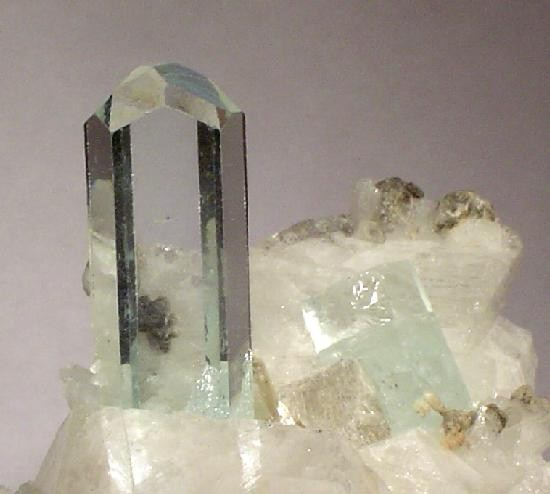
Hexagonaler Beryll

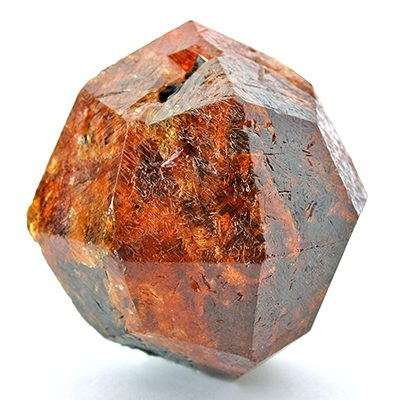
Kubischer Spessartin

Die häufigsten Kristallsysteme der Metalle.

Kristallsysteme bieten ein symmetriebezogenes Klassifizierungsschema für kristalline Festkörper. In der Kristallographie werden Kristalle mit Hilfe des Kristallsystems dreidimensional klassifiziert.
Es können sieben Kristallsysteme unterschieden werden, die sich jeweils auf das gleiche Achsenkreuz beziehen lassen, das den Kristallkörper im Mittelpunkt schneidet: triklin, monoklin, orthorhombisch, tetragonal, trigonal, hexagonal und kubisch. Maßgeblich für die Zuordnung einer kristallinen Substanz in eines der Systeme ist dabei die Symmetrie der Substanz, aus der sich wiederum bestimmte Anforderungen an die Länge der Achsen und die Winkel, unter denen sie sich schneiden, ergeben. Die Idee der Kristallsysteme geht zurück auf Christian Samuel Weiss (1780–1856).
Im Gegensatz dazu hat amorphes Material keine geordneten Strukturen und damit kein Kristallsystem, das heißt, dass  seine Atome bzw. Moleküle ein unregelmäßiges Muster bilden.
Kristallsysteme finden hauptsächlich Anwendung in der Mineralogie, Festkörperchemie und Festkörperphysik.

## Definition
Die höchstsymmetrische Punktgruppe (Kristallklasse) eines Kristallsystems wird als Holoedrie („vollflächig“ oder „Vollform“) bezeichnet und der entsprechende Kristallkörper als Holoeder („Vollflächner“). Seine Form weist entsprechend die höchstmögliche Anzahl an Kristallflächen auf, und alle in seinem Kristallsystem möglichen Symmetrieelemente sind vorhanden.
Wenn die Punktgruppe eines Kristalls die gleichen Anforderungen an das Gitter stellt wie eine Holoedrie, dann gehört die Kristallstruktur zum betreffenden Kristallsystem. In der Regel ist die Symmetrie der Kristallstruktur jedoch niedriger als die Symmetrie des Gitters, und es kann sogar vorkommen, dass der Kristall zu einem niedrigersymmetrischen Kristallsystem gehört als sein Gitter. Zum Beispiel hat ein Kristall mit der Punktgruppe „4“ (Hermann-Mauguin-Symbol) gezwungenermaßen ein Gitter, das mindestens der Punktgruppe 4/mmm entspricht und wird deshalb dem tetragonalen Kristallsystem zugeordnet. Diese Zuordnung würde auch zutreffen, wenn der Kristall ein kubisches Gitter hätte.

## Zuordnung der kristallographischen Punktgruppen zu den Kristallsystemen
| Kristallsystem | Holoedrie | Punktgruppen (Hermann-Mauguin-Kurzsymbole) |
| -------------- | --------- | ------------------------------------------ |
| triklin        | 1         | 1, 1                                       |
| monoklin       | 2/m       | 2/m, m, 2                                  |
| orthorhombisch | mmm       | mmm, mm2, 222                              |
| tetragonal     | 4/mmm     | 4/mmm, 42m, 4mm, 422, 4/m, 4, 4            |
| trigonal       | 3m        | 3m, 3m, 32, 3, 3                           |
| hexagonal      | 6/mmm     | 6/mmm, 62m, 6mm, 622, 6/m, 6, 6            |
| kubisch        | m3m       | m3m, 43m, 432, m3, 23                      |

## Koordinatensysteme
Sinnvollerweise wird bei der Beschreibung von Kristallen und Kristallstrukturen meistens kein kartesisches, sondern ein an das Kristallsystem angepasstes Koordinatensystem verwendet. Dadurch werden z. B. alle Rotationsmatrizen der Symmetrieoperationen integral. Diese Koordinatensysteme erfüllen gewisse Bedingungen:
- Triklines Kristallsystem: Es werden die drei kleinstmöglichen primitiven Basisvektoren verwendet. Es gibt keine Bedingungen bezüglich der Winkel und Längen der Basisvektoren.

- Monoklines Kristallsystem: Ein Basisvektor (üblicherweise die y-Achse) wird in die zweizählige Drehachse gelegt. Daraus ergeben sich zwei 90°-Winkel, aber keine Beschränkung bezüglich der Achsenlängen.

- Orthorhombisches Kristallsystem: Die Basisvektoren werden in die 2-zähligen Drehachsen gelegt. Daraus ergeben sich drei 90°-Winkel (daher ortho), aber keine Beschränkung bezüglich der Achsenlängen.

- Hexagonales Kristallsystem: Ein Basisvektor (üblicherweise die z-Achse) wird in die 6-zählige Drehachse gelegt, die zwei anderen in die dazu senkrechten 2-zähligen Drehachsen. Man erhält zwei gleich lange Achsen in einer Ebene mit 120°-Winkel, die dritte Achse senkrecht dazu.

- Tetragonales Kristallsystem: Ein Basisvektor (üblicherweise die z-Achse) wird in die 4-zählige Drehachse gelegt, die zwei anderen in die dazu senkrechten 2-zähligen Drehachsen. Man erhält zwei gleich lange Achsen und drei 90°-Winkel.

- Trigonales Kristallsystem: Für dieses Kristallsystem sind zwei Koordinatenaufstellungen gebräuchlich:
  - drei gleich lange Basisvektoren und drei gleiche Winkel (rhomboedrisches Koordinatensystem) oder
  - eine Aufstellung wie im hexagonalen Kristallsystem.

- Kubisches Kristallsystem: Die Basisvektoren werden in die 4-zähligen Achsen gelegt. Man erhält drei gleich lange Achsen und drei 90°-Winkel.

Die gegebenen Bedingungen sind notwendig, aber nicht hinreichend: So ist es möglich, dass die Achsen eines triklinen Kristalls gleich lang sind und jeweils 90° einschließen; daraus folgt jedoch nicht, dass der Kristall kubisch ist.
Durch diese symmetriebezogene Koordinatenaufstellung erhält man unter Umständen keine primitive Basis mehr. Daher muss zusätzlich zum Kristallsystem noch die Zentrierung angegeben werden, wodurch man die 14 Bravais-Gitter erhält.

## Andere Einteilungen
Die oben angegebene Einteilung entspricht derjenigen aus den International Tables for Crystallography. Diese ist am konsistentesten und setzt sich daher immer mehr durch.
In der Literatur finden sich jedoch noch andere Einteilungen:
- In der amerikanischen und der russischen Literatur werden das trigonale und das hexagonale Kristallsystem zu einem zusammengefasst.
- In der französischen Literatur, und teilweise auch in der deutschen, gibt es mit dem rhomboedrischen ein achtes Kristallsystem; diesem werden die trigonalen Raumgruppen mit rhomboedrischer Zentrierung zugeordnet.

## Geschichte
Kristallsysteme waren zunächst als Achsensysteme definiert. Ende des 18. Jahrhunderts hatte Haüy seine Theorie vom Aufbau der Kristalle aus kleinsten Baueinheiten („molécules constituantes“) veröffentlicht. C. S. Weiss übersetzte die Lehrbücher Haüys. Bereits in der ersten Ausgabe seiner Übersetzung fügte er eine Ergänzung ein, die den Titel Dynamische Ansichten zur Kristallisation trug. Seine Ansicht, dass die äußere Gestalt der Kristalle als Ausdruck eines Systems innerer Kräfte verstanden werden sollte, führte zur Idee, das Kräftesystem über eine Analyse der Anordnung besonders auffälliger Richtungen der Kristalle, der Achsen, mathematisch beschreibbar zu machen. Er definierte eine Achse folgendermaßen:

“Axis vero linea est omnis figurae dominatrix, circa quam omnia aequiabiliter sunt disposita.”

„Eine Achse aber ist tatsächlich eine die ganze Figur beherrschende Gerade, um die herum alles gleichmäßig verteilt ist.“

In dieser „gleichmäßigen Verteilung“ um die Achse deutet sich bereits die Idee der Drehsymmetrie an, die aber erst später von Frankenheim und Hessel konkret formuliert wurde.
Weiss führte die Achsensysteme in die Kristallographie ein. Zunächst unterschied er nach der Anordnung der Achsen vier große „Abteilungen“ der Kristallformen, die er später um drei Unterabteilungen erweiterte, so dass er die Kristallformen insgesamt sechs „Crystallisations Systemen“ zuordnen konnte. Der Begriff der Kristallsysteme war geboren. Mit Hilfe der Achsen konnte Weiss erstmals die Lage aller Kristallflächen durch Zahlen (Indizes) in der Form [ma : nb : pc] charakterisieren. Die Zahlen m, n, p – die „Weissschen Koeffizienten“ – sind die Achsenabschnitte, bei denen die jeweilige Fläche die Achsen schneidet. Er erhielt so folgende Systeme (in Klammern sind die modernen Bezeichnungen der entsprechenden Kristallsysteme angegeben):
1. Abteilung: das „reguläre“ (kubische) System: a = b = c, α = β = γ = 90°
2. Abteilung: das „viergliedrige“ (tetragonale) System: a = b ≠ c, α = β = γ = 90°
3. Abteilung: das „zweigliedrige“ System: a, b, c paarweise verschieden, α = β = γ = 90°
  1. Unterabteilung: das „zwei- und zweigliedrige“ (orthorhombische) System
  2. Unterabteilung: das „zwei- und eingliedrige“ (monokline) System
  3. Unterabteilung: das „ein- und eingliedrige“ (trikline) System
4. Abteilung: das „drei- oder sechsgliedrige“ (tri-/hexagonale) System: drei gleiche Achsen schneiden sich unter 60° und die vierte ungleiche Achse unter 90°

Weiss behauptete, dass durch die von ihm vorgeschlagenen rechtwinkligen Kristallsysteme die Lage jeder Fläche und jeder Richtung beschrieben werden könne. Dabei versuchte er, auch schiefwinklige (monokline und trikline) Kristalle in einen rechtwinkligen System zu beschreiben. Trotz der Schwierigkeiten, die sich durch die zunehmende Genauigkeit der Vermessung von Kristallflächen ergaben, hielt Weiss zeitlebens am „Orthogonalitätsdogma“ der Kristallachsen fest.
Friedrich Mohs entwickelte etwa gleichzeitig, aber unabhängig von Weiss, ein Konzept der Kristallsysteme. Nach eigener Angabe hatte Mohs eine Einteilung in vier Systeme (rhomboedrisch, pyramidal, prismatisch und tessular) schon 1812–1814 entwickelt. Das Konzept ließ schiefwinklige Achsen prinzipiell zu, doch machte Mohs lediglich Andeutung in diese Richtung. Erst Mohs’ Schüler Carl Friedrich Naumann sowie Frankenheim und Justus Günther Graßmann etablierten die schiefwinkligen Achsensysteme.
Die Nomenklatur war zunächst alles andere als einheitlich. Traugott Leberecht Hasse gab 1848 einen historischen Überblick über die Kristallsysteme in orthogonaler Beschreibung:
|                    | Weiss 1815                                                                                                  | Mohs 1822 (1824)                        | Naumann 1824 (1826, 1830)                  |
| ------------------ | --- | --------------------------------------- | ------------------------------------------ |
| Tesseral (kubisch) | tessulares, reguläres, sphäroedrisches, gleichgliedriges System                                             | tessulares (auch tessularisches) System | tesserales oder isometrisches System       |
| Tetragonal         | viergliedriges oder zwei- u. einaxiges System                                                               | pyramidales System                      | tetragonales oder monodimetrisches System  |
| Hexagonal          | sechsgliedriges, drei- u. dreigliedriges System                                                             | rhomboedrisches System                  | hexagonales oder monometrisches System     |
| Rhombisch          | zwei- und zweigliedrig, auch zwei- und eingliedrig, ein- und zweigliedrig und ein- und eingliedriges System | prismatisches System                    | das rhombische oder klinorhombische System |

Die hexagonale Kristallfamilie wurde lange als ein System behandelt. William Hallowes Miller unterschied sechs Systeme, die er folgendermaßen definierte:
| Millers Definition                                           | Bezeichnung (1839)              | Bezeichnung (1863)  |
| ------------------------------------------------------------ | ------------------------------- | ------------------- |
| Achsen rechtwinklig, alle Parameter a, b, c gleich           | Octahedral System               | Cubic System        |
| Achsen rechtwinklig, zwei Parameter a, b gleich              | Pyramidal System                | Pyramidal System    |
| die Achsen bilden gleiche Winkel, alle Parameter sind gleich | Rhombohedral System             | Rhombohedral System |
| Achsen rechtwinklig                                          | Prismatic System                | Prismatic System    |
| eine Achse ist senkrecht zu den beiden anderen               | Oblique Prismatic System        | Oblique System      |
| Die Form {hkl} hat zwei parallele Flächen (hkl), (hkl)       | Doubly-Oblique Prismatic System | Anorthic System     |

Das rhomboedrische System verwendete Miller dabei auch zur Beschreibung hexagonaler Kristalle (was ohne weiteres möglich ist). Bis hier dienten die Kristallsysteme ausschließlich zur Beschreibung von Kristallformen, also der Lage von Kristallflächen im Raum. Erst mit der Etablierung des Konzepts der Translationsgitter durch Frankenheim und später Auguste Bravais wurde es sinnvoll, zwischen einem hexagonalen und einem rhomboedrischen Gitter zu unterscheiden.
1866 unterschied Bravais sieben Klassen von Symmetrie-Verbindungen („assemblages symétriques“) – nicht mehr anhand der Achsenverhältnisse, sondern nach den maximal kombinierbaren Drehachsen. Diese Einteilung entspricht genau den sieben modernen Kristallsystemen (in Klammern angegeben):
1. Assemblages terquaternaires: 3 vierzählige, 4 dreizählige, 6 zweizählige Drehachsen (kubisch)
2. Assemblages sénaires: 1 sechszählige, 6 zweizählige Drehachsen (hexagonal)
3. Assemblages quaternaires: 1 vierzählige, 4 zweizählige Drehachsen (tetragonal)
4. Assemblages ternaires: 1 dreizählige, 3 zweizählige Drehachsen (trigonal)
5. Assemblages terbinaires: 3 zweizählige Drehachsen (orthorhombisch)
6. Assemblages binaires: 1 zweizählige Drehachse (monoklin)
7. Assemblages asymétriques: keine Drehachsen (triklin)

Dennoch blieb es bis ins 20. Jahrhundert üblich, das trigonale und das hexagonale Kristallsystem zu einem zusammenzufassen. Alle trigonalen und hexagonalen Kristalle lassen sich mit hexagonalen und ebenso mit rhomboedrischen Achsen beschreiben. Friedrich Klockmann lieferte in der 3. Auflage seines Lehrbuchs der Mineralogie (1903) den Nachweis, „dass man mit 6 Axenkreuzen bzw. 6 Krystallsystemen auszukommen vermag“ (S. vii). Er gab folgende Definition des Begriffs Kristallsystem:

„Diejenigen Symmetrieklassen bzw. Krystallformen, die ungeachtet ihres verschiedenen Symmetriegrades doch auf analoge Axenkreuze bezogen werden können, werden als demselben Krystallsystem angehörig bezeichnet, oder kurz bilden ein Krystallsystem. Es giebt demnach sechs Krystallsysteme.“

Bei der folgenden Herleitung unterschied er zwar sieben Achsensysteme, darunter das rhomboedrische und das hexagonale, erklärte dann aber:

„Da das rhomboedrische System eigenthümliche geometrische Beziehungen zum hexagonalen System zeigt und alle Formen desselben auf ein hexagonales Axenkreuz und vice versa bezogen werden können, so ist es üblich geworden, beide zu einem einzigen Krystallsystem und zwar zumeist zum hexagonalen System zu vereinigen, wodurch die Zahl der Kristallsysteme sich auf 6 reducirt.“

Erst im späteren 20. Jahrhundert wurden die Konzepte strenger voneinander abgegrenzt, so dass es heute eine Unterscheidung zwischen Kristallsystem, Kristallfamilie und Gitter-System gibt, die sich letztlich nur durch die Unterteilung der trigonal/hexagonalen Systeme unterscheiden.